# Харрис, Джордж, 1-й барон Харрис
Джордж Харрис, 1-й барон Харрис (18 марта 1746 — 19 мая 1829) — британский офицер.

## Военная карьера
Харрис был сыном преподобного Джорджа Харриса, курата Брастеда в Кенте. Он получил образование в Вестминстерской школе и в Королевской военной академии в Вулидже. В 1760 году был назначен в Королевский артиллерийский полк, а в 1762 году переведён в звании энсина в 5-й пехотный (Нортумберлендские фузилёры) полк. Через три года он стал лейтенантом, а в 1771 году капитаном. Начал действительную службу в американской войне за независимость. Участвовал в битвах при Лексингтоне, Банкер-Хилле (тяжело ранен) и во всех сражениях армии Хау до ноября 1778 года, кроме одного.
К этому времени он получил звание майора, и в дальнейшем служил при генерал-майоре Медоузе в Сент-Люсии в 1778—1779 годах, после чего его полк служил в качестве морских пехотинцев на флоте Джорджа Родни. Позже, в 1779 году, он некоторое время находился в плену. Незадолго до повышения до подполковника своего полка (1780 год) он женился на Анне Картерет Диксон. После командования 5-м полком в Ирландии в течение нескольких лет он перевёлся и отправился с генералом Медоузом в Бомбей. Служил с этим офицером в Индии до 1792 года, принимая участие в различных битвах и сражениях, в частности, в нападении лорда Корнуоллиса на Серингапатам во время третьей англо-майсурской войны.
В 1794 году, после короткого периода службы на родине, он снова отправился в Индию. В том же году он стал генерал-майором, а в 1797 году главнокомандующим Мадрасской армией. До 1800 года командовал войсками в своём округе, а в течение короткого периода времени также управлял гражданской администрацией. В декабре 1798 года генерал-губернатор лорд Морнингтон назначил его командующим полевой армией, которая должна была атаковать войска Типу Султана, и через несколько месяцев кампании Харрис сильно ослабил королевство Майсур и взял крепость Серингапатам штурмом, во время которого Типу был убит.
За успешную Серингапатамскую кампанию он получил приз в размере 100 000 фунтов стерлингов. Благодаря этому успеху он утвердил свою репутацию способного и опытного командира, а его политическое влияние привело к тому, что ему предложили в качестве вознаграждения ирландское пэрство (от которого он отказался). Он вернулся домой в 1800 году, в следующем году стал генерал-лейтенантом армии, а в 1812 году получил звание генерал-лейтенанта. В 1801 году он купил возле Фавершама Белмонт-Хаус.
В 1815 году он стал пэром Соединённого королевства с титулом барон Харрис Серингапатама, Майсура и Белмонта в графстве Кент. В 1820 году он был удостоен ордена Бани, а в 1824 году стал губернатором замка Дамбартон. С 1800 года до своей смерти он был полковником 73-го (горного) пехотного полка.
Лорд Харрис умер в Белмонте в мае 1829 года. Его потомок, 4-й барон Харрис (р. 1851), более известный как игрок в крикет, был заместителем министра по делам Индии (1885—1886), заместителем министра по военным делам (1886—1889) и губернатором Бомбея (1890—1895).

### Комментарии
1. ↑  Анна Картерет Диксон (1758-30 июля 1833), дочь Чальза Диксона. Ее племянницей была Кэтрин Элиза Ричардсон[англ.] (урождённая Скотт), а её племянник Джеймс Скотт был адъютантом генерала Харриса во время осады Серингапатама. См. Rootsweb WorldConnect: Anne Dickson Архивная копия от 5 октября 2016 на Wayback Machine, Catherine Eliza Scott Архивная копия от 5 октября 2016 на Wayback Machine, James Scott Архивная копия от 5 октября 2016 на Wayback Machine